# Tour de Ski

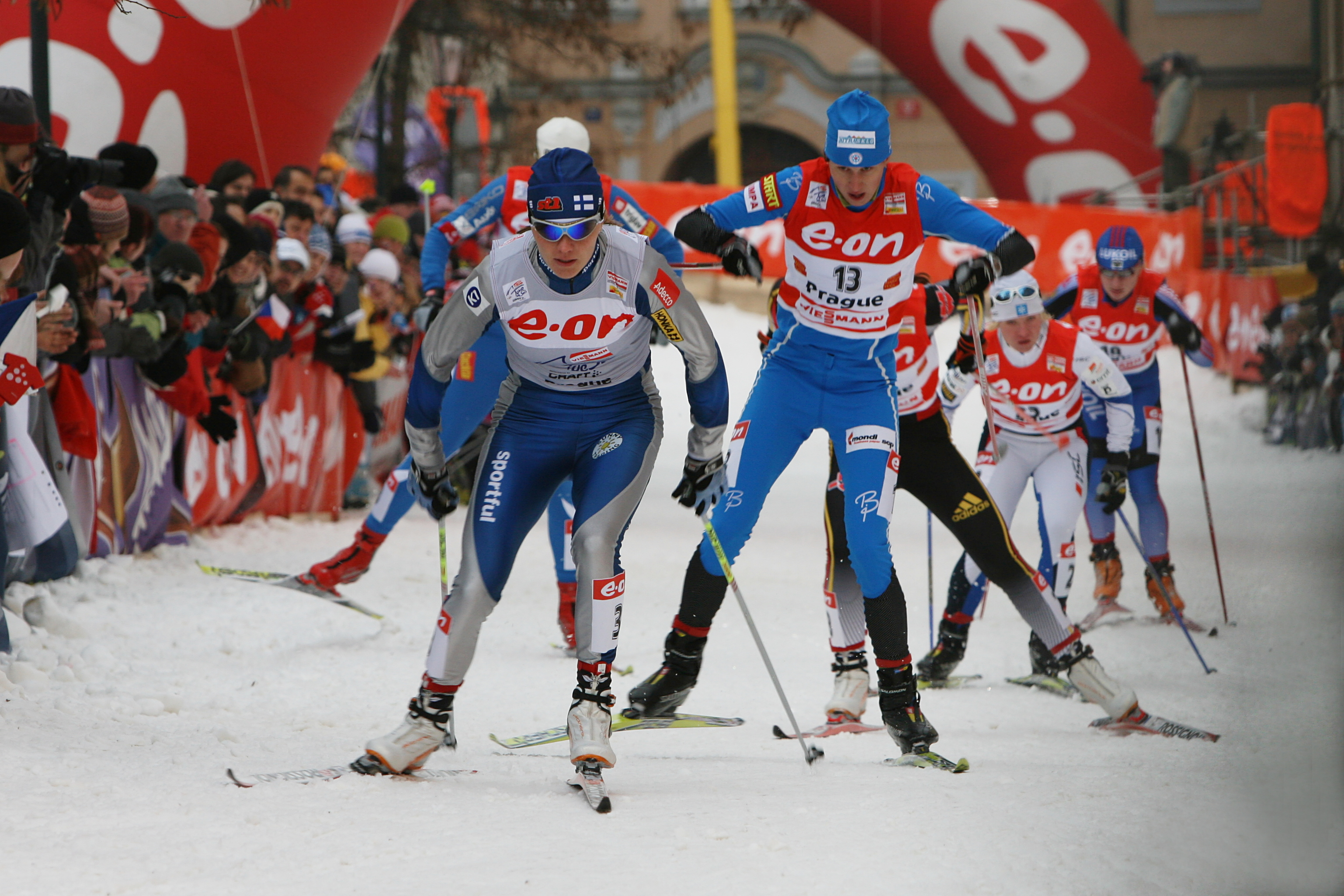
Virpi Kuitunen, vítězka prvního ročníku, ve čtvrtfinále sprintu v pražské etapě 2007/08

Tour de Ski je série sedmi až devíti závodů v běhu na lyžích v devíti až jedenácti dnech. Po vzoru cyklistické Tour de France vznikl v roce 2006 závod, který v krátkém čase prověří lyžaře po všech stránkách – v programu je volný styl i klasika, hromadné starty i distanční závody, nechybí ani sprint či skiatlon. Vítěz se stává pomyslným králem běžeckého lyžování.

## Vznik závodu
Tour de Ski se poprvé uskutečnila v sezóně 2006/2007. Duchovními otci Tour byli Jürg Capol, ředitel běžeckého úseku FIS, a Vegard Ulvang, funkcionář FIS a bývalý slavný závodník, kteří se inspirovali cyklistickou Tour de France a podle jejichž vyprávění se nápad zrodil v létě 2004 u Ulvanga v sauně. Cílem bylo zpopularizovat běžecké lyžování, přinést mu větší zájem veřejnosti a udělat z něj zábavu pro diváky. Organizátoři doufali, že Tour de Ski se stane událostí srovnatelnou s mistrovstvím světa a mohla by dosáhnout popularity skokanského Turné čtyř můstků. Termínově (na přelomu roku) se běžecký seriál dokonce se skokanským turné překrývá. S dosavadním vývojem Tour je vedení běžeckého úseku FIS spokojeno – závod je již zavedený a jeho sledovanost stoupá – 4. ročník sledovalo přes 460 milionů diváků.

## Systém závodu
Po vzoru cyklistické Tour de France soutěž rozjede peloton, z něhož nelze vystoupit. Každý, kdo se přihlásí, musí jet všechno, není možné si ze závodů vybírat – kdo jednou vzdá, už nemůže pokračovat. Body do pořadí Světového poháru se původně udělovaly až po absolvování celé série. Za celkové vítězství se získává 400 bodů, což je čtyřnásobek běžné sazby. Za jednotlivé závody seriálu se v 1. ročníku body do SP nepřidělovaly, ve 2. ročníku bylo bodováno prvních 15 míst poloviční sazbou oproti běžným závodům SP. Od 4. ročníku však do Tour vstoupilo nové pravidlo – běžci nemusejí dokončit celý seriál, aby získali body do Světového poháru za jednotlivé závody. Časy se sčítají, podobně jako na cyklistické Tour de France, ve sprinterských závodech se jede o časové bonusy.
Vyvrcholením Tour de Ski je závěrečný závod ve Val di Fiemme – závodníci startují s odstupy podle průběžného pořadí a v závěru je čeká třiapůlkilometrový výstup s převýšením 420 m a maximálním stoupáním 28 % po sjezdovce Olympia III v areálu Alpe Cermis. Pořadatelé se inspirovali výjezdem na Alpe-d'Huez z cyklistické Tour. První v cíli se stává celkovým vítězem.
Mimořádné jsou rovněž finanční prémie celkový vítěz i vítězka získávají na poměry závodů v běhu na lyžích nebývale vysokou částku 150 000 švýcarských franků, prémie jsou i pro vítěze v dílčích závodech a pro nejlepší sprintery, celkem je na odměny vyčleněno každoročně 1 milion švýcarských franků (v roce 2006 v přepočtu téměř 19 milionů korun).

## Místa konání závodů
Původně chtěla mezinárodní federace FIS místa závodů vybraná pro 1. ročník udržet i v dalších letech, ale vzdálenost mezi pěti sportovišti činila 1300 km a přeprava materiálu a udržení vysokého standardu pro přípravu lyží se ukázala jako značný organizační problém. Přesuny mezi závody si vždy vysloužily značnou kritiku, proto byla pořadatelská místa postupně pozměňována, aby se vzdálenosti zkrátily. V 5. ročníku z tohoto důvodu poprvé z programu Tour de Ski vypadla Česká republika a závody se uskutečnily pouze v Německu a Itálii. Od 7. ročníku bylo mezi pořadatelské země zařazeno nově Švýcarsko. Ve 14. ročníku poprvé v programu chybělo Německo. Během čtrnácti ročníků byly místy konání závodů Nové Město na Moravě, Mnichov, Oberstdorf, Asiago, Val di Fiemme, Praha, Oberhof, Toblach, Val Müstair a Lenzerheide. Jediným místem, ve kterém se Tour jela pokaždé, je Val di Fiemme, neboť právě závěrečné stoupání do sjezdovky Alpe Cermis je podle organizátorů jednou z věcí, které Tour zviditelňují a pomáhají ji prodat. Alpe Cermis tak má jistotu coby závěrečná etapa Tour do roku 2013. Naopak zahajovací etapy se od 3. do 8. ročníku stabilně konaly v durynském Oberhofu.

## Přehled vítězů

### Muži
| Rok     | Celkově                       | Celkově                      | Celkově                      |                              | Sprint/Body |
| Rok     | 1. místo                      | 2. místo                     | 3. místo                     |                              | Sprint/Body |
| ------- | ----------------------------- | ---------------------------- | ---------------------------- | ---------------------------- | ----------- |
| 2006/07 | Tobias Angerer (GER)          | Alexandr Legkov (RUS)        | Simen Østensen (NOR)         | Tor Arne Hetland (NOR)       |             |
| 2006/08 | Lukáš Bauer (CZE)             | René Sommerfeldt (GER)       | Giorgio Di Centa (ITA)       | Petter Northug (NOR)         |             |
| 2008/09 | Dario Cologna (SUI)           | Petter Northug (NOR)         | Axel Teichmann (GER)         | Tor Arne Hetland (NOR)       |             |
| 2010    | Lukáš Bauer (CZE)             | Petter Northug (NOR)         | Dario Cologna (SUI)          | Petter Northug (NOR)         |             |
| 2010/11 | Dario Cologna (SUI)           | Petter Northug (NOR)         | Lukáš Bauer (CZE)            | Dario Cologna (SUI)          |             |
| 2011/12 | Dario Cologna (SUI)           | Marcus Hellner (SWE)         | Petter Northug (NOR)         | Dario Cologna (SUI)          |             |
| 2012/13 | Alexandr Legkov (RUS)         | Dario Cologna (SUI)          | Maxim Vylegžanin (RUS)       | Petter Northug (NOR)         |             |
| 2013/14 | Martin Johnsrud Sundby (NOR)  | Chris Jespersen (NOR)        | Petter Northug (NOR)         | Martin Johnsrud Sundby (NOR) |             |
| 2015    | Petter Northug (NOR)          | Evgeniy Belov (RUS)          | Calle Halfvarsson (SWE)      | Petter Northug (NOR)         |             |
| 2016    | Martin Johnsrud Sundby (NOR)  | Finn Hågen Krogh (NOR)       | Sergej Usťugov (RUS)         | Martin Johnsrud Sundby (NOR) |             |
| 2016/17 | Sergej Usťugov (RUS)          | Martin Johnsrud Sundby (NOR) | Dario Cologna (SUI)          | Sergej Usťugov (RUS)         |             |
| 2017/18 | Dario Cologna (SUI)           | Martin Johnsrud Sundby (NOR) | Alex Harvey (CAN)            | Dario Cologna (SUI)          |             |
| 2018/19 | Johannes Høsflot Klæbo (NOR)  | Sergej Usťugov (RUS)         | Simen Hegstad Krüger (NOR)   | Johannes Høsflot Klæbo (NOR) |             |
| 2019/20 | Alexandr Bolšunov (RUS)       | Sergej Usťugov (RUS)         | Johannes Høsflot Klæbo (NOR) | Johannes Høsflot Klæbo (NOR) |             |
| 2021    | Alexandr Bolšunov (RUS)       | Maurice Manificat (FRA)      | Denis Spicov (RUS)           | Alexandr Bolšunov (RUS)      |             |
| 2021/22 | Johannes Høsflot Klæbo (NOR)  | Alexandr Bolšunov (RUS)      | Iivo Niskanen (FIN)          | Johannes Høsflot Klæbo (NOR) |             |
| 2022/23 | Johannes Høsflot Klæbo (NOR)  | Simen Hegstad Krüger (NOR)   | Hans Christer Holund (NOR)   | Johannes Høsflot Klæbo (NOR) |             |
| 2023/24 | Harald Østberg Amundsen (NOR) | Friedrich Moch (GER)         | Hugo Lapalus (FRA)           | Lucas Chanavat (FRA)         |             |
| 2024/25 | Johannes Høsflot Klæbo (NOR)  | Mika Vermeulen (AUT)         | Hugo Lapalus (FRA)           | Johannes Høsflot Klæbo (NOR) |             |

### Ženy
| Rok     | Celkově                              | Celkově                                | Celkově                              |                                        | Sprint/Body |
| Rok     | 1. místo                             | 2. místo                               | 3. místo                             |                                        | Sprint/Body |
| ------- | ------------------------------------ | -------------------------------------- | ------------------------------------ | -------------------------------------- | ----------- |
| 2006/07 | Virpi Kuitunenová (FIN)              | Marit Bjørgenová (NOR)                 | Valentyna Ševčenková (UKR)           | Virpi Kuitunenová (FIN)                |             |
| 2007/08 | Charlotte Kallaová (SWE)             | Virpi Kuitunenová (FIN)                | Arianna Follisová (ITA)              | Virpi Kuitunenová (FIN)                |             |
| 2008/09 | Virpi Kuitunenová (FIN)              | Aino-Kaisa Saarinenová (FIN)           | Petra Majdičová (SLO)                | Petra Majdičová (SLO)                  |             |
| 2010    | Justyna Kowalczyková (POL)           | Petra Majdičová (SLO)                  | Arianna Follisová (ITA)              | Petra Majdičová (SLO)                  |             |
| 2010/11 | Justyna Kowalczyková (POL)           | Therese Johaugová (NOR)                | Marianna Longa (ITA)                 | Justyna Kowalczyková (POL)             |             |
| 2011/12 | Justyna Kowalczyková (POL)           | Marit Bjørgenová (NOR)                 | Therese Johaugová (NOR)              | Justyna Kowalczyková (POL)             |             |
| 2012/13 | Justyna Kowalczyková (POL)           | Therese Johaugová (NOR)                | Kristin Størmer Steiraová (NOR)      | Justyna Kowalczyková (POL)             |             |
| 2013/14 | Therese Johaugová (NOR)              | Astrid Uhrenholdtová Jacobsenová (NOR) | Heidi Wengová (NOR)                  | Astrid Uhrenholdtová Jacobsenová (NOR) |             |
| 2015    | Marit Bjørgenová (NOR)               | Therese Johaugová (NOR)                | Heidi Wengová (NOR)                  | Marit Bjørgenová (NOR)                 |             |
| 2016    | Therese Johaugová (NOR)              | Ingvild Flugstadová Østbergová (NOR)   | Heidi Wengová (NOR)                  | Ingvild Flugstadová Østbergová (NOR)   |             |
| 2016/17 | Heidi Wengová (NOR)                  | Krista Pärmäkoski (FIN)                | Stina Nilssonová (SWE)               | Stina Nilssonová (SWE)                 |             |
| 2017/18 | Heidi Wengová (NOR)                  | Ingvild Flugstadová Østbergová (NOR)   | Jessica Digginsová (USA)             | Ingvild Flugstadová Østbergová (NOR)   |             |
| 2018/19 | Ingvild Flugstadová Østbergová (NOR) | Natalja Něprjajevová (RUS)             | Krista Pärmäkoski (FIN)              | Ingvild Flugstadová Østbergová (NOR)   |             |
| 2019/20 | Therese Johaugová (NOR)              | Natalja Něprjajevová (RUS)             | Ingvild Flugstadová Østbergová (NOR) | Anamarija Lampičová (SLO)              |             |
| 2021    | Jessica Digginsová (USA)             | Julija Stupaková (RUS)                 | Ebba Anderssonová (SWE)              | Linn Svahnová (SWE)                    |             |
| 2021/22 | Natalja Něprjajevová (RUS)           | Ebba Anderssonová (SWE)                | Heidi Wengová (NOR)                  | Johanna Hagströmová (SWE)              |             |
| 2022/23 | Frida Karlssonová (SWE)              | Kerttu Niskanenová (FIN)               | Tiril Udnes Wengová (NOR)            | Tiril Udnes Wengová (NOR)              |             |
| 2023/24 | Jessica Digginsová (USA)             | Heidi Wengová (NOR)                    | Kerttu Niskanenová (FIN)             | Linn Svahnová (SWE)                    |             |
| 2024/25 | Therese Johaugová (NOR)              | Astrid Øyre Slindová (NOR)             | Jessica Digginsová (USA)             | Nadine Fähndrichová (SUI)              |             |